# Fosie socken
Fosie socken i Skåne ingick i Oxie härad, uppgick 1931 i Malmö stad, och området är sedan 1971 en del av Malmö kommun, från 2016 inom Fosie och Kulladals distrikt samt en del av Eriksfälts distrikt.
Socknens areal var 12,87 kvadratkilometer.  År 1930 fanns här 7 279 invånare. En del av Malmö inom stadsdelen Fosie med kyrkbyn Fosieby med sockenkyrkan Fosie kyrka ligger i socknen. 

## Administrativ historik
Socknen har medeltida ursprung och bestod sedan gammalt av två byar: Fosieby runt kyrkan och Hindby runt Hindby värdshus (som låg där Fosie kyrkoväg mynnar i Ystadvägen). Byarna enskiftades 1804 respektive 1805, varefter gårdar började uppföras på de olika ägorna, men en del bebyggelse kvarstod kring kyrkan.
Vid kommunreformen 1862 övergick socknens ansvar för de kyrkliga frågorna till Fosie församling och för de borgerliga frågorna bildades Fosie landskommun. Ur landskommunen utbröts 1906 en del av den då bildade Limhamns köping. Landskommunen uppgick 1931 i Malmö stad som ombildades 1971 till Malmö kommun. Ur församlingen utbröts 1969 Kulladals församling och en del av Eriksfälts församling.
1 januari 2016 inrättades distrikten Fosie, Kulladal och Eriksfält, med samma omfattning som motsvarande församlingar hade 1999/2000, och vari detta sockenområde ingår.
Socknen har tillhört län, fögderier, tingslag och domsagor enligt vad som beskrivs i artikeln Oxie härad. De indelta soldaterna tillhörde Södra skånska infanteriregementet, Skytts kompani och Skånska husarregementet, Hoby skvadron.

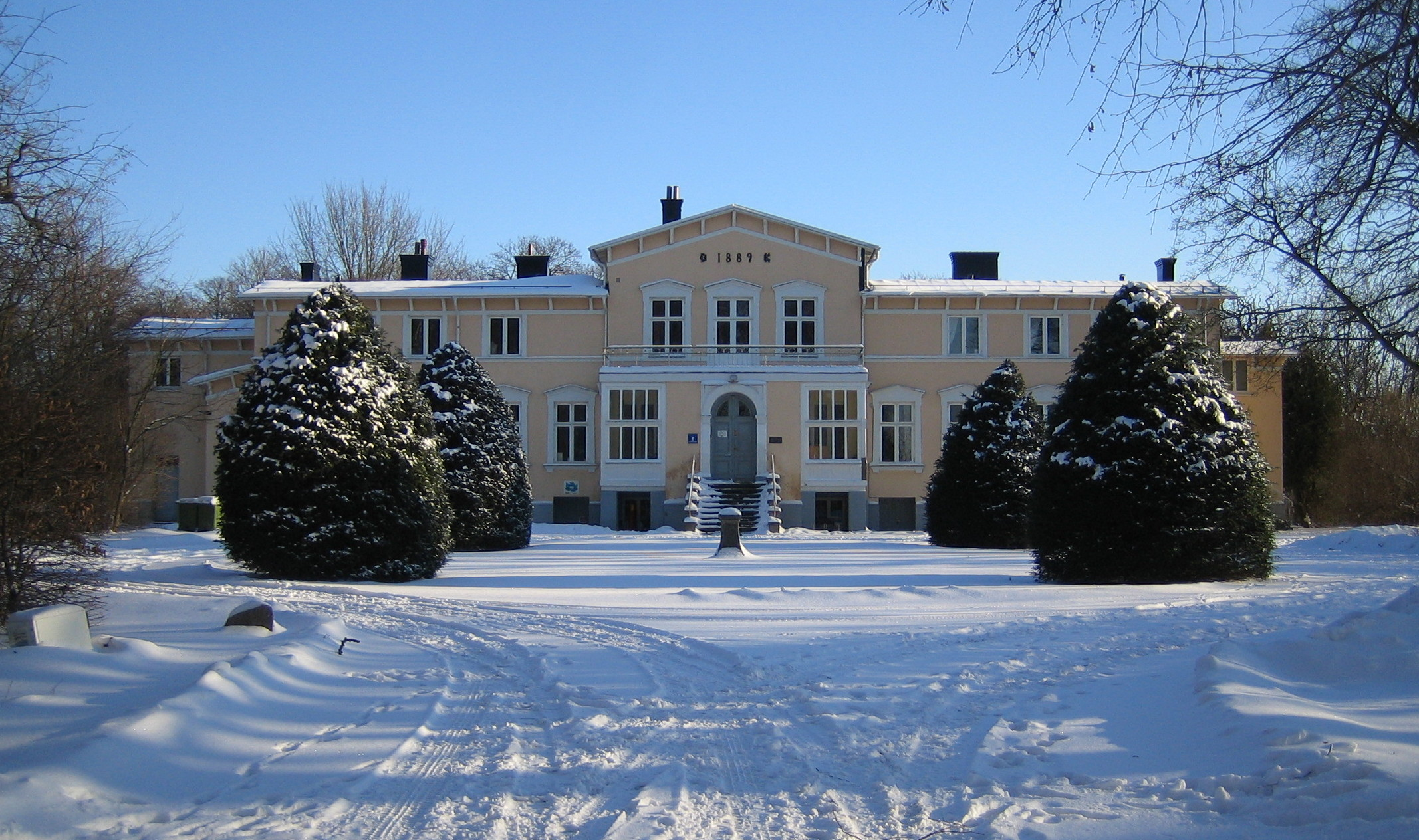
Bellevuegården, en egendom inom Fosie socken.

## Geografi
Fosie socken ligger i södra Malmö med en spets som sträcker sig till Öresund. Socknen är slättbygd, som numera till del är odlingsbygd och till del är tätbebyggd.

## Fornlämningar
Boplatser och gravar från sten- brons- och järnåldern är funna. Från bronsåldern finns gravhögar, bland annat Skäfehögen. En runsten, Fosiestenen, finns här även.

## Namnet
Namnet skrevs 1346 Fosöghæ och kommer från kyrkbyn. Första skrivningen som Fosie är 1469. Efterleden är hög troligen syftande på höjden (37 m.ö.h.) kyrkan byggts på. Förleden har oklar tolkning, det har föreslagits innehålla fos, 'sankmark' och mansnamnet Fuse.